# Lionel Abrahams
Lionel Abrahams (1926, Joanesburgo - 2004 ) foi um poeta, ensaista e editor sul-africano. Sua carreira literária iniciou tardiamente, tendo seu primeiro livro publicado aos 50 anos. Diferentes de muitos outros escritores da sua geração, a concepção de literatura de Abrahams enfatizava o valor estético, deixando de lado a política e o protestos contra o apartheid comum na obra de seus contemporâneos. Em suas poesias prevalece o tom introspectivo, a relação com as memórias, com o corpo debilitado.

## Obras

### Coleções de poesias
- Thresholds of Tolerance (1973)
- Journal of a New Man (1984)
- The Writer in the Sand (1988)
- A Dead Tree Full of Live Birds (1995)

## Bilbiografia
- Gikandi, Simon, ed. (2003). Encyclopedia of African literature [Enciclopédia da literatura Africana]. [S.l.]: Routledge